# MY FAMILY
《MY FAMILY》是日本TBS電視台於2022年4月10日至6月12日播出的日曜劇場，由二宮和也主演，多部未華子共演。這也是他們繼《貧窮貴公子》後相隔15年再度合作。本劇在串流平台Disney+上架；香港由myTV SUPER緊貼上架。

## 登場人物

### 鳴澤家
- 鳴澤溫人：二宮和也（香港配音：李致林）[1]

在自己創立的公司「Harukana Online Games」遊戲公司擔任CEO。因為工作忙碌的關係，平常都與妻女分居，每個星期才回家一次，因此對家人近況幾乎不了解，和妻子未知留處於分離狀況。在和未知留同心協力救出被綁架的女兒友果後，家人關係逐漸改善。
- 鳴澤未知留：多部未華子（香港配音：何璐怡）[1]

溫人的妻子，兩人是大學時期認識，家庭主婦。雖然常常在Instagram上載大量料理以及家族照片，製造出家庭關係美好圓滿的狀態，其實夫婦關係岌岌可危。
- 鳴澤友果：大島美優（香港配音：凌晞）[2]

鳴澤夫婦獨生女。在一人去補習班時被綁架，留下黑暗恐懼症的後遺症。

### 鳴澤家相關人物
- 三輪碧：賀來賢人（香港配音：麥皓豐）[3]

律師。大學時期鳴澤夫婦的好友，曾幫助鳴澤夫婦救回友果。因為婚外情跟妻子沙月離婚，刻意在女兒面前營造富有形象，但其實財務狀況不佳。
- 東堂樹生：濱田岳（香港配音：關令翹）[3]

前刑警。大學時期鳴澤夫婦的好友。本就職於保安公司，後成立「東堂 Research Service」（於第四話）。

### Harukana Online Games
- 立脇香菜子：高橋瑪莉潤（香港配音：張頌欣）[4]

「Harukana Online Games」遊戲公司COO。和溫人等夥伴一起創立了公司，因此對公司有如對自己孩子般的關心。
- 備前雄介：渡邊邦斗（香港配音：鄧志堅）[2]

「Harukana Online Games」董事。主要管理公司的財務狀況。
- 鈴間亞矢/住吉亞矢：藤間爽子（香港配音：廖欣怡）[2]

半年前才到「Harukana Online Games」工作的職員。

### 神奈川縣警搜查一課
- 葛城圭史：玉木宏（香港配音：黃啟昌）[4]

神奈川縣警搜查一課・特殊犯對策係補佐。階級為警部。
- 吉乃榮太郎：富澤岳史（三明治人）（香港配音：陳卓智）[4]

神奈川縣警搜查一課・一課長。階級為警視。
- 梅木司：那須雄登（小傑尼斯 / 美 少年）（香港配音：胡家豪）[4]

隸屬於神奈川縣警搜查一課・特殊犯對策係，新人刑警。階級為巡查。
- 鷲尾千草：山田Kinuo（香港配音：謝潔貞）[2]

隸屬於神奈川縣警搜查一課，階級為巡查部長。
- 日下部七彥：迫田孝也（香港配音：劉奕希）[2]

神奈川縣警搜查一課・管理官。階級為警視。
- 五嶋照男：井上肇（香港配音：盧國權）

神奈川縣警・刑事部長。
- 搜查一課刑警。（香港配音：蘇強文）

- 搜查一課刑警。（香港配音：梁偉德）

### 其他人物
- 阿久津晃：松本幸四郎（香港配音：陳欣）[4]

大型網路服務企業 NEX Holdings COO。
- 牧村正文：大友康平（香港配音：黃子敬）[2]

未知留的父親。
- 鳴澤麻由美：神野三鈴（香港配音：黃麗芳）[2]

溫人的母親。
- 三輪沙月：蓮佛美沙子（香港配音：黃昕瑜）[5]

三輪碧的前妻，對前夫的態度十分冷淡。
- 三輪優月：山崎莉里那（香港配音：葉曉欣）[5]

三輪碧的女兒，在一人買菜的狀態下被誘拐並綁架。
- 東堂亞希：珠城りょう（香港配音：曾秀清）[6]

東堂樹生的妻子。
- 阿久津繪里：森脇英理子（香港配音：鄭麗麗）[7]

阿久津晃的妻子。
- 阿久津實咲：凛美（香港配音：成瑤孆）[7]

阿久津晃的女兒。橫濱清風女子大學附屬中學校3年級生。與友果情同姊妹般關係超好。
- 東堂心春：野澤詩織（香港配音：陳皓宜）

東堂樹生的女兒。
- Harukana緊急記者會上的記者。（香港配音：曾秀清）

- 為未知留接生的醫生。（香港配音：林丹鳳）

- 負責未知留生產的護士。（香港配音：陳琴雲）

### 客串角色

#### 第1話
- 播報員：井上貴博（香港配音：李凱傑）
- 主播：宇賀夏美（第9話、最終話）（香港配音：許盈）

#### 第2話
- 奈良橋 / 遊戲公司顧問律師：惠俊彰（香港配音：翟耀輝）
- 記者：篠原梨菜（香港配音：陳皓宜）
- 秋野：砂田桃子（香港配音：劉惠雲）

#### 第3話
- 汽車司機及其妻子：岩橋良昌、稻尾真季（香港配音：葉振聲、林元春）

#### 第4話
- 記者：酒井貴浩（最終話）（香港配音：鍾見麟）
- 醫生：安藤彰則（香港配音：潘文柏）
- 看護士：ふるかわいずみ（香港配音：曾秀清）

#### 第7話
- 中原 / 鈴間亞矢的鄰居：梅澤昌代、池浪玄八（香港配音：袁淑珍、N/A）

#### 第9話
- 電視節目登場人物
  - 律師：八代英輝（香港配音：梁志達）
  - 播報員：三雲孝江、江藤愛

#### 最終話
- Harukana職員：特林德爾·玲奈、朝日奈央、福田麻貴（香港配音：魏惠娥、成瑤孆、凌晞）

## 製作人員
- 編劇：黑岩勉
- 製作人：飯田和孝、渡邊良介（大映電視）
- 執行製作人：那須田淳
- 協力製作人：大形美佑葵
- 導演：平野俊一、田中健太、宮崎陽平、富田和成
- 音樂：大間間昂
- 主題曲：Uru
- 警察監修：久保正行
- 法律監修：國松崇
- 醫療監修：布施友里惠
- 製作：TBS電視台

## 播出日程
| 集數                                                                       | 播出日期      | 標題 | 導演     | 收視率 | 備註       |
| -------------------------------------------------------------------------- | ------------- | ---- | -------- | ------ | ---------- |
| 第1話                                                                      | 2022年4月10日 |      | 平野俊一 | 12.6%  | 加長25分鐘 |
| 第2話                                                                      | 2022年4月17日 |      | 平野俊一 | 12.8%  | 加長15分鐘 |
| 第3話                                                                      | 2022年4月24日 |      | 平野俊一 | 11.9%  |            |
| 第4話                                                                      | 2022年5月01日 |      | 宮崎陽平 | 11.0%  |            |
| 第5話                                                                      | 2022年5月08日 |      | 富田和成 | 12.0%  |            |
| 第6話                                                                      | 2022年5月15日 |      | 田中健太 | 11.7%  |            |
| 第7話                                                                      | 2022年5月22日 |      | 平野俊一 | 13.2%  |            |
| 第8話                                                                      | 2022年5月29日 |      | 宮崎陽平 | 13.0%  |            |
| 第9話                                                                      | 2022年6月05日 |      | 平野俊一 | 14.2%  |            |
| 最終話                                                                     | 2022年6月12日 |      | 平野俊一 | 16.4%  | 加長15分鐘 |
| 平均收視率 12.9%（收視率由Video Research調查關東地區、家戶的即時統計資料） |               |      |          |        |            |

## 獎項
| 年份   | 名稱              | 獎項           | 入圍者/得獎者                           | 結果 |
| ------ | ----------------- | -------------- | --------------------------------------- | ---- |
| 2022年 | 第112回日劇學院賞 | 最佳作品       | MY FAMILY                               | 獲獎 |
| 2022年 | 第112回日劇學院賞 | 最佳男主角     | 二宮和也                                | 獲獎 |
| 2022年 | 第112回日劇學院賞 | 最佳男配角     | 濱田岳                                  | 獲獎 |
| 2022年 | 第112回日劇學院賞 | 最佳女配角     | 多部未華子                              | 提名 |
| 2022年 | 第112回日劇學院賞 | 最佳電視劇歌曲 | 《如果稱之為愛(それを愛と呼ぶなら)》Uru | 提名 |
| 2022年 | 第112回日劇學院賞 | 最佳導演       | 平野俊一、田中健太、宮崎陽平、富田和成  | 獲獎 |
| 2022年 | 第112回日劇學院賞 | 最佳劇本       | 黑岩勉                                  | 獲獎 |

## 外部連結
- 官方网站（日語）
- MY FAMILY的X（前Twitter）（日語）
- 在Disney+上觀看《MY FAMILY》

| 日本 TBS電視台 日曜劇場        | 日本 TBS電視台 日曜劇場              | 日本 TBS電視台 日曜劇場 |
| ------------------------------ | ------------------------------------ | ----------------------- |
|                                | MY FAMILY （2022年4月10日－6月12日） |                         |
| DCU （2022年1月16日－3月20日） | OLD ROOKIE （2022年6月26日－9月4日） |                         |

| 臺灣 緯來日本台 週一至週五 22:00 - 23:00  | 臺灣 緯來日本台 週一至週五 22:00 - 23:00    | 臺灣 緯來日本台 週一至週五 22:00 - 23:00 |
| ----------------------------------------- | ------------------------------------------- | ---------------------------------------- |
|                                           | My Family （2022年7月1日－7月14日）         |                                          |
| 男扮女裝家政婦5 （2022年6月21日－7月1日） | 灰姑娘的上流戰爭 （2022年7月15日－7月29日） |                                          |

| 香港 無綫電視J2 星期六、日 23:00 - 00:00 · （星期日播映時間受電影時段《星期日開片》播放之電影長度影響） | 香港 無綫電視J2 星期六、日 23:00 - 00:00 · （星期日播映時間受電影時段《星期日開片》播放之電影長度影響） | 香港 無綫電視J2 星期六、日 23:00 - 00:00 · （星期日播映時間受電影時段《星期日開片》播放之電影長度影響） |
| --- | --- | --- |
| | 救參家族 （2023年6月3日－2023年7月2日）                                                                 | |
| 危險的維納斯 （2023年4月29日－2023年5月28日）                                                           | INVISIBLE：懸案未決 （2023年7月8日－2023年8月6日）                                                      | |